# Pulgão-da-batata
Macrosiphum euphorbiae é um afídeo conhecido pelos nomes pulgão-das-solanáceas, pulgão-da-batata, pulgão-verde-da-batata, pulgão-verde-escuro, pulgão-grande-da-batatinha (com as versões afídio, afídeo e piolho, em vez de pulgão). São pragas importantes na cultura da batata e da alface (estufa ou ar livre). As formas adultas, ápteras, medem de 1,7 a 3,6 mm com corpo piriforme e caracterizam-se pelos seus membros invulgarmente longos, o mesmo acontecendo com os sifúnculos e a cauda. A sua coloração vai do verde claro ao vermelho rosado. Por vezes têm uma lista escura no centro do dorso, especialmente entre as ninfas imaturas. As formas aladas medem de 1,7 a 3,4 mm de comprimento e com uma lista centro-dorsal menos acentuada. As antenas e sifúnculos são mais pálidos que nas formas ápteras.
Costumam sobreviver ao inverno utilizando vários meios: pondo ovos em plantas do género Rosa, estagiando em diversas ervas e rebentos de batata (por exemplo, em armazéns) bem como em alfaces de estufa.  Entre Maio e Junho, as formas aladas migram para batateiras e outras culturas. É, de facto, uma espécie altamente polífaga, alimentando-se de mais de 200 espécies de 20 famílias botânicas distintas, ainda que prefiram as solanáceas, como se depreende dos seus nomes vernáculos. Se o seu número aumentar muito, pode ocorrer uma segunda migração em Julho. No Outono, as migrações são pouco relevantes.
Podem transmitir cerca de 50 vírus de plantas, mas com menor gravidade que os afídios da espécie Myzus persicae.